# Шепетковский, Николай Александрович
Никола́й Алекса́ндрович Шепетко́вский — российский государственный и общественный деятель, — дважды городской голова г. Красноярск в 1898—1901 и 1902—1905 г.

## Биография
Шепетковский Николай Александрович родился 29 июля 1847 года в семье отставного полковника, полицмейстера Архангельска Александра Кирилловича Шепетковского (брат — А. А. Шепетковский, сестра — Е. А. Рачковская). В Санкт-Петербурге Шепетковский закончил кадетский корпус, а затем военно-юридическую академию. Выйдя в отставку в чине штабс-капитана, он вскоре переезжает к отцу в Красноярск. Поступает на службу в Енисейское отделение Государственного банка.
В 1877 году красноярцы избирают его в гласные городской Думы.
Николай Александрович организует в Красноярске низшую школу для девочек, проводит народные чтения, составляет проект устава Общества попечения о начальном образовании. Общества попечения о начальном образовании более 25 лет общество работало под руководством Шепетковского. Начиная с 1908 года, Красноярск первый из сибирских городов вводит у себя всеобщее начальное обучение. Николай Александрович также принимал участие в создании литературно-музыкального общества.
В 1889 году Шепетковский становится заведующим городской библиотекой.
В 1898 году Николай Александрович избран городским головой города Красноярск.
Шепетковский пытался сделать работу городской Думы и управы максимально открытой. В 1899 году публикуется проект инструкции Красноярской городской управы, разработанный гласным Д. Е. Лаппо на основе городового положения, утвержденного 11 июля 1892 года. В этой инструкции регламентировалась исполнительская деятельность городской власти. Брошюра свободно продавалась в магазинах, выдавалась в библиотеках города.
Также был издан «Отчет Красноярской Управы о деятельности Красноярского общественного управления и подведомственных ему учреждений за 1898 год» с указанием всех доходов и расходов города Красноярск.
В 1902 году тиражом 500 экземпляров издан «Обзор хозяйства г. Красноярска за январь-март 1902 года». После этого до 1915 года «Обзор хозяйства города Красноярска» издавался четыре раза в год.
8 января 1902 года Шепетковский приступил к исполнению обязанностей городского головы во второй раз. Выборы головы проходили 11 ноября и 18 ноября 1901 года.
Шепетковский большое внимание уделял благоустройству города. Строились скверы, появились первые фонтаны и городские пляжи. Николай Александрович проводит в городской думе постановление о застройке Воскресенской улицы (ныне пр. Мира) только каменными домами.
Начавшаяся в 1904 году Русско-японская война, остановила развитие города.

### Революция 1905 года
13 октября 1905 года началась Красноярская забастовка. В Народном доме непрерывно проходят митинги.
19 октября 1905 года городская Дума созвала экстренное заседание по поводу Высочайшего манифеста 17 октября о даровании политической и гражданской свободы.
21 октября произошло столкновение красноярских черносотенцев с отрядами рабочих дружинников. В результате этой стычки погибло 11 человек и около 40 ранено. Через несколько дней к уголовной ответственности привлекли организатора патриотической манифестации, гласного думы, крупного коммерсанта и профессора духовной семинарии А. Г. Смирнова. В А. Г. Смирнова стреляют неизвестные люди, он был ранен в ногу и умер до суда.
В ноябре 1905 года митинги переместились из центра города в цеха железнодорожных мастерских, вмещающих до 20 тысяч человек.
4 декабря 1905 года — в день выборов гласных городской Думы на 1906—1909 годы проводится митинг на котором постановили: захватить революционным путём различные права, в том числе и городское самоуправление.
6 декабря 1905 года объединились отряды рабочих и солдат.
9 декабря 1905 года проходит демонстрация протеста против городских дум, избираемых по имущественному цензу, смертных казней и военных положений. Сборный пункт был назначен в паровозносборном цехе. Туда же пришел в полном вооружении и железнодорожный батальон. Отсюда многотысячная процессия с многочисленными красными знаменами направилась на главную (Воскресенскую) улицу города.
27 декабря 1905 года в город вошли правительственные войска под командованием генерала Редько. Началась осада железнодорожных мастерских, в которых укрылись восставшие.
Городская Дума на своём заседании принимает решение: «Избрать из гласных депутатов группу, поручив им убедить засевших в цехе солдат и рабочих добровольно сдаться. Если комиссия депутатов увенчается успехом, то собрание гласных считает своим священным долгом возбудить ходатайство перед Высочайшею властью о смягчении участи сдавшихся».
В группы избранных депутатов вошли Н. А. Шепетковский, Е. Н. Александров и И. И. Никольский.
Вечером 2 января 1906 года восставшие объявили Шепетковскому и его группе о том, что они согласны сложить оружие. Сдача состоялась на другой день в присутствии уполномоченных от города и нескольких горожан.
Завершился срок полномочий городского головы Шепетковского. События 1905 года подорвали здоровье Шепетковского. Весной 1906 года он четыре месяца лечился на курортах.
1 июля 1907 года Николаю Александровичу было присвоено звание почётного гражданина Красноярска. 18 января 1914 года 3-му приходскому училищу присваивают имя Николая Александровича Шепетковского, а через 10 дней в здании училища вывешивают его поясной портрет.
Шепетковский состоял в партии кадетов. В ночь с 7 на 8 ноября 1910 года, после смерти Муромцева на квартире Шепетковского проводится обыск. В его библиотеке полиция обнаруживает запрещенные брошюрЫ, призывающих к свержению самодержавия. Шепетковского заключают в губернскую тюрьму.
Шепетковский умер в Красноярске 18 января 1919 года.

## Память
16 октября 2000 года на здании городской центральной библиотеки им. А. М. Горького была открыта мемориальная доска в честь её основателя Н. А. Шепетковского. Строительство здания библиотеки завершено в декабре 1900 года. В здании библиотеки проходили заседания местного географического общества.